# Penso (Melgaço)
Penso és una freguesia portuguesa del concelho de Melgaço, amb 9,02 km² de superfície i 563 habitants (2001). La seva densitat de població és de 62,4 hab/km².